# Jezero svaté Kláry
Jezero svaté Kláry (anglicky Lake Saint Clair) je jezero v Severní Americe v systému Velkých jezer, které se nachází mezi Huronským a Erijským jezerem. Jezerem prochází státní hranice mezi Kanadou (Ontario) a USA (Michigan). Má rozlohu 1114 km². Je 42 km dlouhé a maximálně 37 km široké. Průměrně je hluboké 3 m a dosahuje maximální hloubky 8,2 m. Objem vody činí 4 km³. Leží v nadmořské výšce 175 m.

## Vodní režim
Do jezera ústí řeka svaté Kláry a odtéká řeka Detroit.

## Využití

### Doprava
Jezero je součástí vodní cesty přes Velká jezera a za tím účelem byla přes jezero vybudovaná lodní trasa hluboká 7,6 m.

### Osídlení pobřeží
U odtoku řeky Detroit leží města Detroit (USA) a Windsor (Kanada).